# Sartan
Sartan – miejscowość w Dolinie Jordanu, położona według Księgi Jozuego (Joz 3,16) na północ od Adama. Zgodnie z 1 Księgą Królewską (1Krl 7,46) za czasów Salomona (X wiek p.n.e.) pomiędzy Sartan a Sukkot produkowano naczynia. Odpowiadający tej wzmiance fragment z 2 Księgi Kronik (2Krn 4,17) wymienia nazwę Seredata. Zestawienie obu nazw spowodowało, że część badaczy uznała Sartan i Sareda za tę samą miejscowość, skąd pochodził syn Nebata – Jeroboam. Przeciwnicy tej teorii z jednej strony są zdania, że Sartan położony był nad Jordanen, z drugiej zaś, że Sartan jest tożsamy z Sereratem, gdzie według Księgi Sędziów (Sdz 7,22) ukryli się Midianici podczas pościgu Gedeona.